# ナイジェル・ヒッチン
ナイジェル・ヒッチン（Nigel James Hitchin、1946年8月2日 - ）は、イギリスの数学者。オックスフォード大学教授。

## 来歴
ダービーシャー州アンバー・ヴァレー出身。 1968年にオックスフォード大学ジーザス・カレッジを卒業。1972年にはオックスフォード大学ウルフソン・カレッジから数学のPh.D.を取得した。指導教授はマイケル・アティヤであった。
1971年から1973年までプリンストン高等研究所に、1973年から1974年まではニューヨーク大学の クーラント数理科学研究所に在籍した。その後は、オックスフォード大学で研究員や講師を務め、1990年にはウォーリック大学教授、1994年からはケンブリッジ大学教授を務めた。 1997年から現職。
1991年に王立協会フェローに選出され、1994年から1996年までロンドン数学会会長を務めた。

## 受賞歴
- 1981年 - ホワイトヘッド賞
- 1990年 - シニア・ベリック賞
- 2000年 - シルヴェスター・メダル
- 2002年 - ポリヤ賞
- 2016年 - ショウ賞数学部門
- 2025年 - ド・モルガン・メダル